# 't Blokhoes

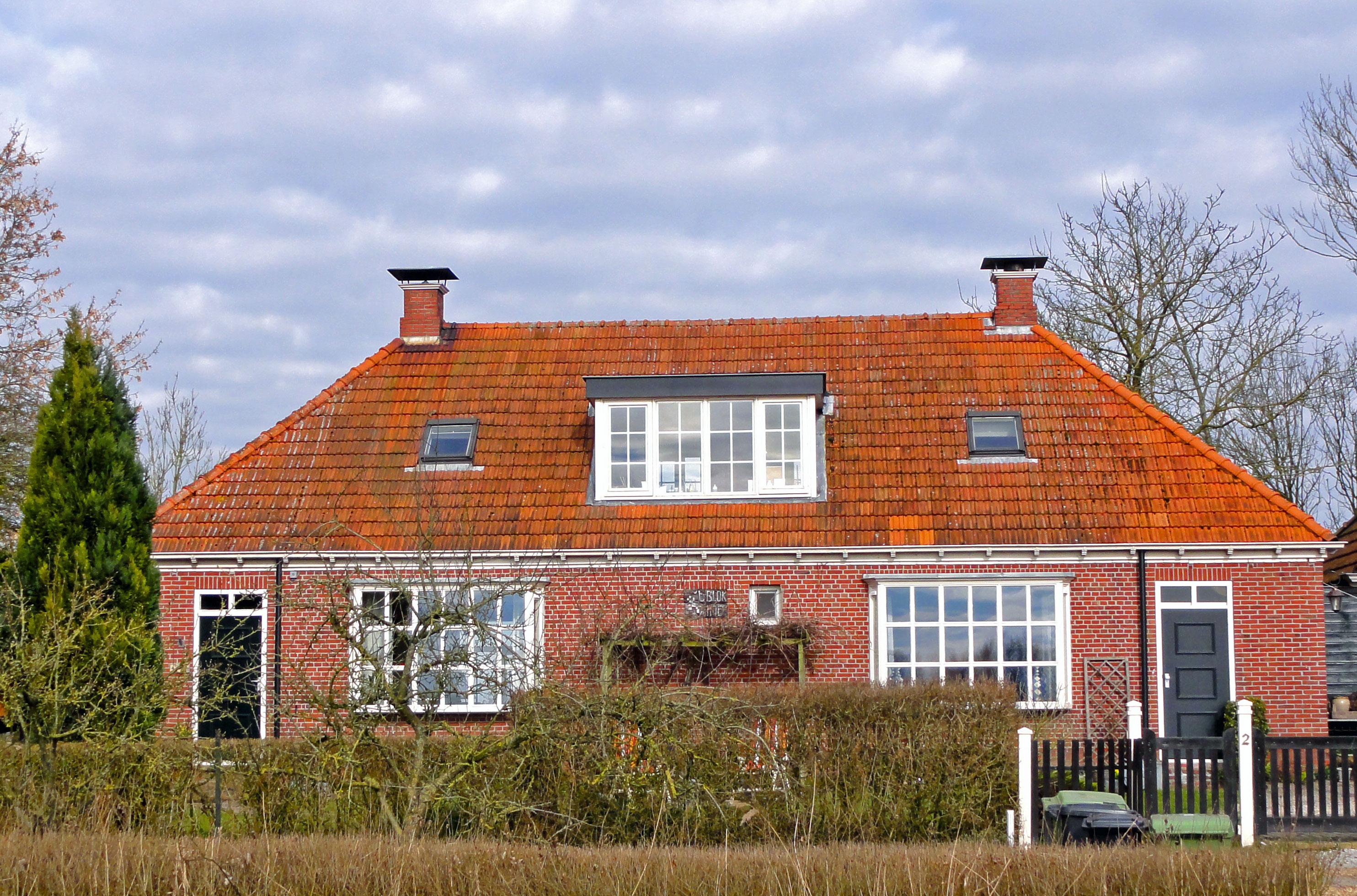
't Blokhoes in 't Stort anno 2011

 't Blokhoes is het voormalige gemeentelijk armenhuis van Leens in de Nederlandse provincie Groningen. Het gebouw ligt ten zuidoosten van Leens in de buurtschap 't Stort aan het Scheeftilsterpad op de plaats waar Warfhuisterloopdiep uitkomt in de Hoornse Vaart en het Hunsingokanaal.

## Geschiedenis

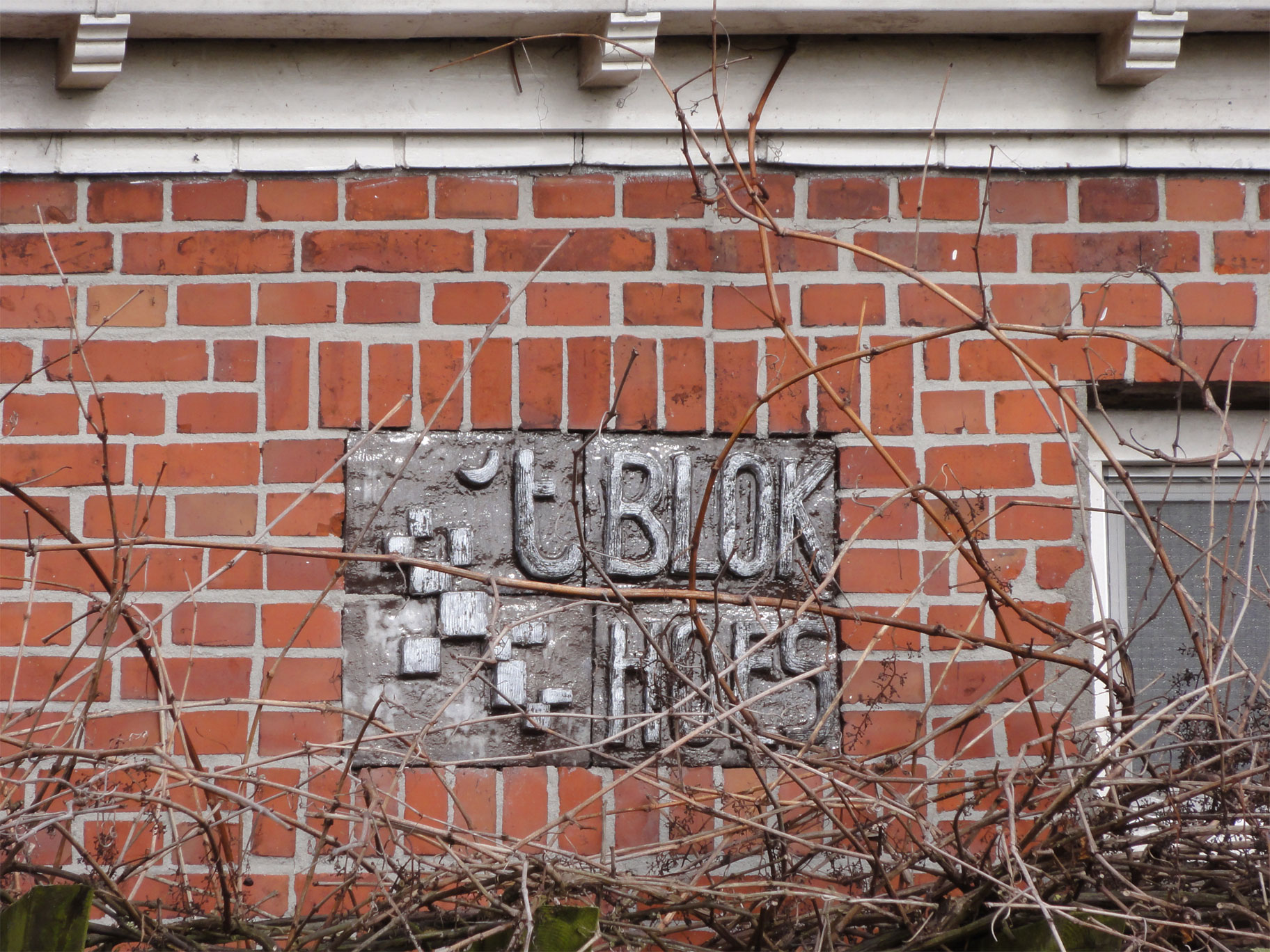
Een gevelsteen met de naam t Blokhoes als herinnering aan de oorspronkelijke functie van het gebouw, het armenhuis

Na het graven van het Hunsingokanaal in de tweede helft van de 19e eeuw werd de afgegraven grond gestort in een weiland ten zuidoosten van Leens. Op deze grond werden een zevental arbeiderswoningen gebouwd. In 1928 had de toenmalige gemeente Leens behoefte aan een gebouw voor de huisvesting van arme gezinnen. Er werd een blok van vier gekoppelde woningen gebouwd in 't Stort dat de naam 't Blokhoes kreeg. Het gebouw was geschikt voor de huisvesting van vier grote gezinnen. In het beginjaar woonden er 30 mensen. Het huis en de arbeiderswoningen staan nog steeds in 't Stort, maar hebben hun oorspronkelijke bestemming verloren. 't Blokhoes werd in 1973 verbouwd tot een eengezinswoning.